# Kepuhklagen
Kepuhklagen is een bestuurslaag in het regentschap Gresik van de provincie Oost-Java, Indonesië. Kepuhklagen telt 3784 inwoners (volkstelling 2010).